# قناة روج
القناة التلفزيونية روج  (Roj TV) هي قناة فضائية ناطقة باللغة الكردية.

## التسمية
لفظة روز (روژ) أو (roj) تعني «يوم» باللغة الكردية.